# Edward Young (Dichter)

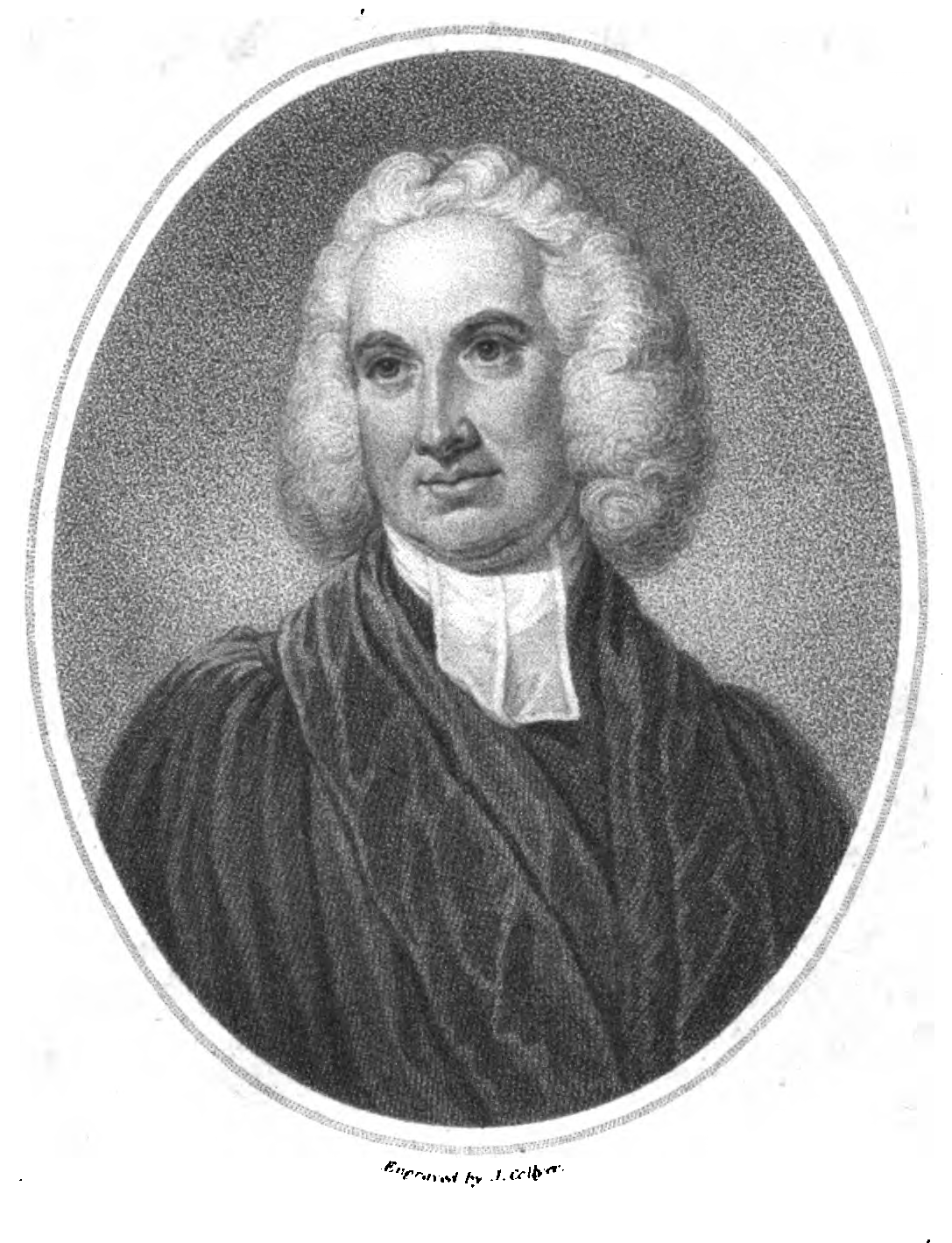
Edward Young

Edward Young (* 3. Juli 1683 in Upham in Hampshire; † 5. April 1765 in Welwyn in Hertfordshire) war ein englischer Dichter.

## Leben und Werk
Als Sohn eines Geistlichen geboren, widmete sich Young dem Studium der Rechte in Oxford, das er nach dem Erwerb des Bachelors-Grades 1714 in Civil Law mit der Promotion 1719 abschloss. Anschließend war er als Tutor in verschiedenen Adelshäusern tätig.
Seine ersten Gedichte The Last Day (1713) und The Force of Religion (1714) blieben ohne Wirkung. Zu Youngs renommierten und dauerhaften Bewunderern zählte vor allem der umstrittene Philip, 1. Duke of Wharton. Young widmete ihm 1723 seine Tragödie Revenge. Zwischen 1725 und 1728 verfasste Young auf dem Hintergrund seiner Erfahrungen mit der aristokratischen Gesellschaft seine sieben Satiren The Universal Passion als Einzelwerke, die 1728 gesammelt veröffentlicht wurden.
1719 ging er nach London, wo er im Alter von fast fünfzig Jahren in den geistlichen Stand trat und durch ein Lobgedicht auf König Georg II. 1728 eine Stelle als Hofkaplan erlangte. Zwei Jahre später legte er diese Stelle jedoch nieder und wurde Pfarrer in Wetwyn in Hertfordshire. Diese von seinem College gestiftete Pfründe diente zur Sicherung seines Einkommens im Alter; die Stelle nahm er jedoch wohl nur zeitweilig wahr.
Das Geld, das ihm seine ersten, 1728 erschienenen Satiren eingebracht hatten, verlor Young bei dem sogenannten Südseeschwindel. Youngs Ehe mit der verwitweten Tochter des Earl of Lichtfeld war offenbar sehr glücklich, dauerte indes nur zehn Jahre an. Der Tod seiner geliebten Stieftochter, seines Schwiegersohnes sowie schließlich seiner Frau veranlasste ihn zu seiner berühmtesten Dichtung The Complaint, or Night Thoughts on Life, Death and Immortality 1742–1745 (dt. Klagen oder Nachtgedanken). Das etwa 10000 Blankverse umfassende Gedicht Night Thoughts mit seinen schmerzvoll düsteren und melancholischen Betrachtungen über Tod und Vergänglichkeit sowie Unsterblichkeit, die auch für Novalis’ Hymnen an die Nacht als Vorlage dienten, ließen die Schrift bald zum Lieblingsbuch des gebildeten Europas avancieren. Seinem Vorbild John Milton folgend beabsichtigte Young eine große Kosmologie, die die gesamte chain of being mit Gott, den Menschen, der Gesellschaft sowie der Moral und Tugend im Ganzen aufnehmen sollte. Diktion, Vers und Rhetorik sind dabei zumeist an der klassizistischen Form orientiert; ebenso steht vieles aus der gedanklichen Welt dieser Dichtung Youngs noch in der aufklärerisch-klassizistischen Tradition. Als neue oder gar revolutionär empfundene Elemente zeigen sich neben der schwermütigen Grundstimmung insbesondere Youngs Bilder von Nacht, Grab und Tod sowie sein kraftvoller Psalmen- und Hymnenstil neben dem authentischen Ausdruck tieferer Gefühle auf dem Hintergrund seiner selbst erlebten schmerzlichen Verluste.
Ihre zum damaligen Zeitpunkt außergewöhnliche Popularität in ganz Europa erlangten Youngs Night Thoughts vor allem als Ausdruck des zeitgenössischen Lebensgefühls der Empfindsamkeit. Das Gedicht wurde in nahezu alle europäischen Sprachen übertragen und fand Bewunderer bis nach Russland. In Deutschland gehörte zu dem Kreis der Anhänger Youngs auch Friedrich Gottlieb Klopstock; die deutsche Übersetzung von Youngs Gedichten besorgte Johann Arnold Ebert.
Obwohl Young noch stark im Neoklassizismus verwurzelt war, zeigten sich insbesondere in der religiösen Sensibilität sowie in dem Individualbewusstsein der Night Thoughts bereits deutlich ausgeprägte präromantische Momente, die Young in seinen nachfolgenden literaturtheoretischen Schriften noch weiter verstärkte.
Ein ebenso enthusiastisches Echo rief vor allem in Deutschland seine dichtungstheoretische Schrift Conjectures on Original Composition (1759) hervor, die Samuel Richardson gewidmet war. In gleicher Weise wie seine Night Thoughts in ganz Europa als Aufbruch in ein neues Zeitalter der Dichtung gefeiert wurden, galten die Conjectures on Original Composition als ein Manifest der frühen Romantik.
Über den Tod seiner geliebten Frau kam Young niemals hinweg. Nachdem er sich mit seinem Sohn zerstritten hatte, weigerte er sich, ihn vor seinem Tod noch einmal zu sehen, vermachte ihm jedoch sein ganzes Vermögen.
Das heutige literaturwissenschaftliche Forschungsinteresse an Youngs Werk ist nahezu vollständig zum Erliegen gekommen; allerdings wird ihm aufgrund des Bekanntheitswertes seiner melancholisch-meditativen Nachtgedanken im Kanon der englischen Literaturgeschichte nach wie vor ein Platz eingeräumt, wenngleich dieses Werk heutzutage nur noch selten gelesen wird.

## Ehrungen
Nach ihm und nach Thomas Young ist die Pflanzengattung Youngia Cass. aus der Familie der Korbblütler (Asteraceae) benannt.

## Werk

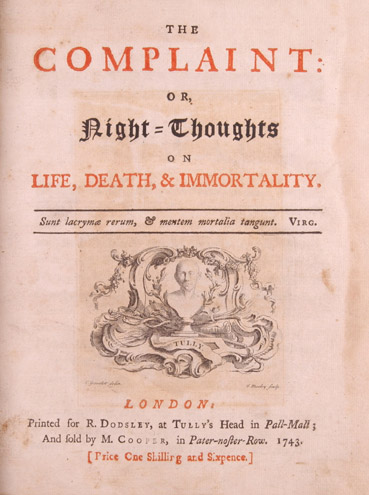
Erstausgabe der „Night-Thoughts“ von 1743

Young kritisierte in seinen von christlichen Moralvorstellungen geprägten Werken meist die Laster der Menschen wie Ruhmbegierde, Wollust oder Unglauben.
- The Revenge, 1721 (dt. Die Rache, Wien 1795, (online – Internet Archive))
- The Universial Passion, 1726
- The Instalment, 1726
- Cynthio, 1727
- A Vindication of Providence, 1728
- Imperium Pelagi, a Naval Lyrick, 1730
- A Sea-Piece ..., 1733
- The Foreign Address, or The Best Argument for Peace, 1734
- The Complaint or Night-Thoughts, 1742–1745
  - deutsch: Eduard Young’s Nachtgedanken. Übers. von Karl Christian Ernst von Bentzel-Sternau. H. L. Brönner, Frankfurt am Main 1825 (online – Internet Archive)
  - Dr. Eduard Young's Klagen, oder Nachtgedanken über Leben, Tod, und Unsterblichkeit : In neun Nächten, 1776–1778 (Digitalisat)
- The Centaur not Fabulous; in Five Letters to a Friend, 1755
- Conjectures on Original Composition (1759)
  - deutsch: Gedanken über die Original-Werke. Übers. von H. E. von Teubern. Faksimiledruck nach der Ausg. von 1760, Lambert Schneider, Heidelberg 1979, ISBN 978-3-7953-0490-4. (Digitalisat der Stabi Berlin)
- Resignation, 1762